# Freek Bakker
Frederik (Freek) Lambertus Bakker (Baarn, 17 juni 1951) is een Nederlands predikant, theoloog, Indonesiëkundige en Surinamist.

## Biografie
Bakker woonde als kind in Indonesië. In 1963 verhuisde het gezin naar Nederland, maar na drie jaar gingen zijn ouders en jongste broer terug naar Indonesië, waar de vader in Yogyakarta aan de slag ging als zendingspredikant. Bakker werd met zijn broer in een pleeggezin ondergebracht; hun zus kwam bij een ander gezin terecht.
Hij ging theologie studeerde en rondde dit in 1977 af met een doctoraalscriptie getiteld De weg naar God op Bali. Hij behandelt daarin de filosofie van enkele oude teksten uit de religie van Bali, die hij vervolgens vergelijkt met de inhoud van moderne publicaties vanuit deze religie. In 1993 promoveerde hij aan de Vrije Universiteit op een proefschrift met de titel The Struggle of the Hindu Balinese Intellectuals. Developments in Modern Hindu Thinking in Independent Indonesia. In het boek gaat het over de opvattingen van vier Balinese hindoedenkers en de ideeën neergelegd in publicaties van de Parisada Hindu Dharma Indonesia, de belangrijkste hindoe-organisatie van het land. In 1999 publiceerde hij een tweede boek, nu in het Nederlands, over het hindoeïsme in Suriname. De titel daarvan is Hindoes in een creoolse wereld (Zoetermeer: Meinema). In deze periode maakte hij ook verschillende reizen naar India, Indonesië en Suriname.
Van 1977 tot 2003 was hij predikant in verschillende gemeenten van de Protestantse Kerk in Nederland. In 2003 werd hij als onderzoeker benoemd aan het Centrum IIMO, een instituut voor interculturele theologie en interreligieuze dialoog verbonden aan de Universiteit Utrecht. Tevens werd hij docent interculturele theologie en Indische religies aan de Subfaculteit Godgeleerdheid van deze universiteit. Toen de subfaculteit werd opgeheven, werd hij als docent en onderzoeker religiewetenschap verbonden aan het departement Filosofie en Religiewetenschap van dezelfde universiteit. Op 1 februari 2017 ging hij met pensioen. Zijn onderzoek bleef hij echter voortzetten.
Verder is hij voorzitter van de Contactgroep Hindoes-Christenen van de Raad van Kerken in Nederland en redactielid van het tijdschrift Oso. Behalve op het Caraïbische hindoeïsme richt zijn onderzoek zich de laatste jaren op de beelden van belangrijke religieuze figuren in de film. Over de film schreef hij twee belangrijke boeken The Challenge of the Silver Screen: An Analysis of the Cinematic Portraits of Jesus, Rama, Buddha, and Muhammad (Leyden et al.: Brill 2009) en Jezus in beeld: Een studie naar zijn verschijnen op het witte doek (Westervoort: Van Gruting 2011). Na zijn pensioen publiceerde hij in 2018 Hindus in the Netherlands (Berlijn: LIT Verlag).
In 2021 verscheen Het verdriet van de zending. De stem van de kinderen in Nederland (Zendingserfgoedreeks). Hierin interviewde Bakker dertien personen die net als hij in een pleeggezin waren opgegroeid omdat hun ouders als zendeling actief waren in het buitenland.